# 法律註釋書
法律註釋書（德語：Gesetzeskommentar，在法律專業語言中簡稱註釋書）在法律領域中，是指對一部或多部法律的每個條文進行解釋，供實務參考或學習使用的書籍。

## 目的
法律註釋書批判性地探討法律或其他規定的解釋和說明，旨在幫助所有相關人士正確適用法律。因為，法律用語為了涵蓋各種日常情況，通常較為抽象，即使受過法學教育訓練的讀者，也未必都能輕易理解法律條文中一切措辭的含義、它們之間的關係以及整體脈絡。

## 型式

### 篇幅
根據內容的廣度和深度，可以區分為簡明註釋書（Kurzkommentar）、手冊式註釋書（Handkommentar）、多卷本大型註釋書（mehrbändigem Großkommentar）和學習註釋書（Studienkommentar）。即使是相對簡潔法律的簡明註釋書，也可能達到2,000頁的篇幅，例如哈拉爾德·漢斯·科爾納的《麻醉劑法（BtMG）》註釋書）。註釋書有精裝書籍形式，也有活頁版本，後者每年會根據不同作品發行一次或多次補充內容。近年來，法律註釋書也開始單獨以電子版形式發行，或作為印刷版的補充。
這類書籍通常以單行本的形式出版，但有時也會分多次刊登在大學的學報等刊物上。出版成書時，書名中常使用「註釋書」以外的詞語，如「註釋」、「註解」、「條解」、「逐條」、「要義」等。

### 引用
引用法律註釋書時，通常以條文和邊碼的方式引用（例如「Palandt, BGB, 73. Auflage, § 433, Rn. 10」）。
最後，非官方的法律註釋書還應與實際上屬於官方的法律註釋書區分開來，後者通常作為附錄出現在立法過程中的法案草案中，在從立法者角度進行解釋時扮演著重要角色。

## 內容

### 編排
法律註釋書逐一列出法律等條文（基本上是一條一條地列出），通常按照法律條文的順序編排。立法者通常不是隨便安排這些順序，而是基於編纂方法論上的考慮。
註釋書旨在確定法律的適用範圍，並將日常生活中的案例歸類到相應的規定下。註釋書對每條條文的意義、要件、效果等進行解說。如有需要，也會列出相關條文、判例、行政實例和參考文獻等。會以抽象方式和實例解釋法律規範，並說明其與其他法律規範的關係。法律條文中的短短一個句子，往往會有數頁的註釋。
註釋書原則上會對所有所涉及法令的條文解說，但如果作者認為某些條文重要性較低，可能只列出條文而不作任何解說。對於制定時的過渡措施等當前參考意義不大的內容，有時甚至會省略條文的記載。

### 資料來源
就新制定的法律，註釋書使用法律草案、立法提案作為資料來源，這些資料包含國會以印刷品形式呈現（例如刊行於公報）、作為法律頒布的「官方理由」。如果已經施行一段期間，實務上已有案例，還會評估法院對法律條文的相關判決，以及註釋書作者的個人見解。註釋書的編寫基礎，除了本於法律的釋義、法學方法的原則，也包含對法學出版物的文獻分析。
註釋書中，對法律的解釋，有一部分來自學者（大學教授），也有一部分來自實務工作者（法官、公證人、律師和公務員）。

## 各國概況

### 德國
對於《德國民法典》（BGB）的註釋，聯邦最高法院在判決中也會使用的一個重要資料來源是本諾·穆格丹（Benno Mugdan）1899年編纂的《德意志帝國民法典全部資料》。
德國民法領域最重要的註釋書之一是《Grüneberg》（以聯邦最高法院法官Christian Grüneberg命名，前身為以第一位編輯Otto Palandt命名的《Palandt》），自1939年第一版以來一直對《德國民法典》及其他相關法律進行解釋。這是一本每年更新的簡明註釋書。2020年的第79版已達到約3,400頁的薄紙印刷版，幾乎達到了可翻閱的極限。這本由前帝國司法考試局局長奧托·帕蘭特編輯的註釋書為出版社帶來了巨大成功，可能是該國最成功的法律註釋書。
此外，在德國刑法領域，《Schönke/Schröder》和原名為《Fischer》（現稱為《Tröndle》）的簡明註釋書也非常知名。大型註釋書的例子包括每隔數年更新一次且包含多卷本的《Soergel》、《慕尼黑刑法註釋書》（簡稱「MünchKomm」或「MüKo」）或以其第一位編輯Julius von Staudinger命名的《Staudinger》。

### 瑞士
瑞士的多卷本大型註釋書，通常以出版社所在城市命名，例如《巴塞爾》、《伯爾尼》和《蘇黎世》註釋書。也有新型的註釋書，如僅在網上發布、開放獲取的《Onlinekommentar.ch》。2023年，瑞士最高法院首次在一項判決中引用了這種數位註釋書。

### 日本
目前，日本法界在各個領域都出版了大量的註釋書。主要法令的註釋書有多種型式，從學習者的基礎解說，到實務工作者的詳細闡述；從小型到大型均有。代表性的註釋書包括以下幾種：
- 《註釋》系列（《註釋民法》、《註釋公司法》、《註釋刑法》等），有斐閣出版
- 《基本法註釋書》系列（日本評論社，法學研討會別冊）
- 《大註釋書》系列（青林書院）
- 《判例註釋書》系列（三省堂）

由法律起草者編寫的註釋書包括以下幾種：
- 梅謙次郎《民法要義》
- 水野錬太郎《著作權法要義》

## 實務重要性
法律註釋書在法律實務中極為重要。當然，由於它們不是官方出版物，並不強制遵循。畢竟，在司法獨立原則之下，法官可以根據自己的見解裁斷法律問題，不能要求法官遵循判例法和法學文獻中的某種特定觀點。在某些情況下，這甚至是不可能的，例如當註釋書中並列呈現多種相互矛盾的觀點，或不同註釋書之間存在相反的陳述時。
不過，在缺乏相關判例且法律規定不夠明確的情況下，法院在判決中經常會參考法律註釋書的內容。這些註釋書能使法律適用者更清楚地了解某一特定法律條文是否適用於特定案例，以及如何適用。對於從立法者角度進行解釋的方法，由立法者自己撰寫的法律註釋書扮演著非常重要的角色。當出現多種可行的解決方案時，大量關於某一特定主題的註釋和判例可能會形成一種主流觀點。